# 鲜肉老师
《鲜肉老师》（英語：Fresh Teachers），2017年中国偶像剧，本剧改编自水淼、宏玖合著的《帅气的我去当老师了》小说，由白客、孔连顺、郑合惠子、鞭鞭于白水领衔主演，2017年3月28日于优酷视频播出。

## 播出时间

### 首播
| 频道     | 所在地   | 播映日期      | 播出时间 | 备注 |
| -------- | -------- | ------------- | -------- | ---- |
| 优酷视频 | 中国大陆 | 2017年3月28日 |          |      |

## 演员列表

### 主要演员
| 演员       | 角色           | 介绍 |
| 白客       | 王格必（阿列） | 男主角,为了投资自创网游而向他爸,米歇尔提出5000万来创业 。而相对的条件就是进树德私立中学 , 并待在那3个月 。 |
| 孔连顺     | 吴为           | 跟王格必是同宿舍的好兄弟。四肢發達，頭腦簡單。先前喜歡蘇一，後來愛上胡莉。在樹德中學擔任體育老師。         |
| 郑合惠子   | 苏一           | 女主角，武功高強，頭腦不簡單。在劇中多次被王格必(阿列)調侃。爸爸是全國著名的武者—蘇百媚                    |
| 鞭鞭于白水 | 林权           | 在樹德中學擔任物理老師。心機狡猾，跟付紅關係不一般。                                                       |

### 其他演员
| 演员   | 角色   | 介绍                                                                      |
| 易小星 | 米歇尔 | 全球首富，是王格必的爸爸。坐擁2000億英鎊的資產。                          |
| 陈钰琪 | 陈琳   | 高二A班的學生，還是樹德中學的校花。跟王曉兵是髮小，跟楊樂樂是閨蜜。       |
| 魏大勋 | 彪子   | 跟王格必創蕩“江湖”多年的兄弟，富二代排行第二。                            |
| 周奇   | 单千   | 高二E班的學生，名字很常被老師們叫錯，叫成“單幹”。是王格必的弟弟。         |
| 刘杰毅 | 王晓兵 | 高二E班的學生，很常添麻煩，跟單千是好兄弟，跟陳琳是髮小。                 |
| 张翊峰 | 李坤韦 | 高二A班的學生，被王曉兵調侃為“千年老二”                                   |
| 林千鹿 | 宋语嫣 | 高二E班學生，E班的班花。媽媽是A班的班主任。                               |
| 余佳淼 | 杨乐乐 | 高二A班的學生，全年級第一。出生於精英家庭，她的字典裡只有第一，沒有第二。 |
| 李雨奚 | 胡莉   | 蘇一的閨蜜，來樹德中學擔任校醫。                                          |

## 网络剧歌曲
| 曲别   | 歌名           | 演唱者   | 作词     | 作曲     |
| 宣传曲 | 向你奔跑       | 郑合惠子 |          |          |
| 主题曲 | 心跳           | 王心雨   | 生波     | 生波     |
| 插曲   | 别让爱情沉睡了 | 许仁杰   | 张简君伟 | 张简君伟 |